# Daum (cristalleria)

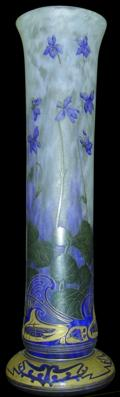
Vaso Daum, circa 1900

Daum è stata una cristalleria di Nancy in Francia. Daum è solo il marchio commerciale di oggetti artistici in cristallo prodotti con l'impiego di pasta di vetro e una tecnica di fusione in uno stampo refrattario con successiva cottura in forno.

## Storia
Il notaio Jean Daum (1825–1885), fuggito dalla Lorena dopo la guerra franco-prussiana del 1870, nel 1878 rilevò una vetreria a Nancy e cominciò a fabbricare lastre da finestre e vetri da orologio. Solo dopo la sua morte, i due figli, Auguste (1853–1909) e Antonin Daum (1864–1931), diedero all'azienda una svolta artistica e la portarono al successo curandone la crescita durante il periodo dell'Art Nouveau. Mentre Auguste si occupava prevalentemente di amministrazione, Antonin fu l'artefice di questa svolta, sia dal punto di vista estetico (per lui l'essenza della natura consisteva essenzialmente nel colore), sia dal punto di vista della sperimentazione: introdusse infatti molte tecniche e riuscì ad impiegarle insieme ottenendo risultati audacemente innovativi. La più apprezzata era l'intercalaire, che si ottiene saldando a caldo, su una prima capsula di vetro spesso composta a strati e decorata, una seconda capsula. Se durante il raffreddamento l'opera non subiva crepe o rotture (evenienza non rara data la difficoltà della lavorazione), si procedeva alla decorazione esterna.
Fu proprio grazie a questa tecnica che, nel corso dell'Esposizione universale di Parigi del 1900, Daum vinse una medaglia del ‘Grand Prix’. I vetri di Daum divennero via via più elaborati, trattati con acido (da Jacques Grüber) e spesso lavorati come una scultura; per la produzione di oggetti creativi, un unico pezzo di vetro veniva sottoposto a incisione e smaltatura. Le creazioni più elaborate contenevano applicazioni in vetro, come maniglie e motivi ornamentali in forme naturalistiche. I fratelli Daum divennero rapidamente una delle principali forze del movimento Art Nouveau, rivaleggiando seriamente con Gallé, tanto che, quando questi morì nel 1904, divennero i leader nel settore del vetro decorato.
Dopo l'interruzione dovuta alla grande guerra, Antonin Daum si ritirò gradualmente dall'azienda lasciandone la guida al nipote Paul. Le grandi mutazioni in campo artistico si tradussero in una progressiva evoluzione verso linee più asciutte ed intagli più netti e precisi. Di questo periodo è una celebre serie di lampade dalle forme rigorose e armoniche, realizzate in vetro incolore o blu, giallo, verde, che inglobano motivi geometrici.
Il merito di aver portato nuovamente alla ribalta la pasta di vetro, dopo una serie di sperimentazioni di inizio Novecento interrotte dalla guerra e dalla crisi degli Anni '30, fu di Jacques Daum: egli non solo decise di rilanciare la Cristalleria attraverso la collaborazione con artisti contemporanei di grosso calibro come César, Roger Tallon e Salvador Dalí, ma anche di riprendere la produzione della pasta di vetro attualizzandone l'antica ricetta e la tecnica di produzione. La nuova ricetta prevedeva l'aggiunta di circa un 30% di piombo alla base di silicio, così da ottenere una pasta di cristallo, e il nuovo procedimento fu reso simile a quello della cera persa:
1. lo scultore plasmava un modello (in argilla e molto dettagliato) che, una volta cotto, serviva a creare uno stampo in negativo;
2. lo stampo veniva poi riempito con della cera liquida che, una volta raffreddata, assumeva una forma identica a quella del modello originale;
3. l'oggetto in cera veniva poi annegato in del gesso refrattario e lasciato asciugare;
4. l'oggetto in gesso (con ancora l'anima in cera) veniva poi forato e posto in un forno a cuocere (in questo modo la cera si scioglieva e colava attraverso il foro) così da ottenere uno stampo negativo ma, stavolta, in gesso della scultura originaria;
5. lo stampo in gesso veniva riempito di rottami di cristallo (di varie forme e colori, e in proporzioni precise) e fatto cuocere in forno a 900 °C per un periodo variabile tra i 10 e i 20 giorni, a seconda delle dimensioni;
6. fusi i rottami di cristallo si otteneva una scultura caratterizzata da sfumature variopinte e che, per essere liberata dallo stampo, ne comportava l'accurata rottura;
7. per finire l'oggetto così ottenuto veniva perfezionato (vi si incideva il marchio, il numero dell'edizione nel caso di serie limitate, e la firma dell'artista nel caso di edizioni d'arte).